# Ixiolirion tataricum
Ixiolirion tataricum là một loài thực vật có hoa trong họ Ixioliriaceae. Loài này được (Pall.) Schult. & Schult.f. mô tả khoa học đầu tiên năm 1829.

## Hình ảnh

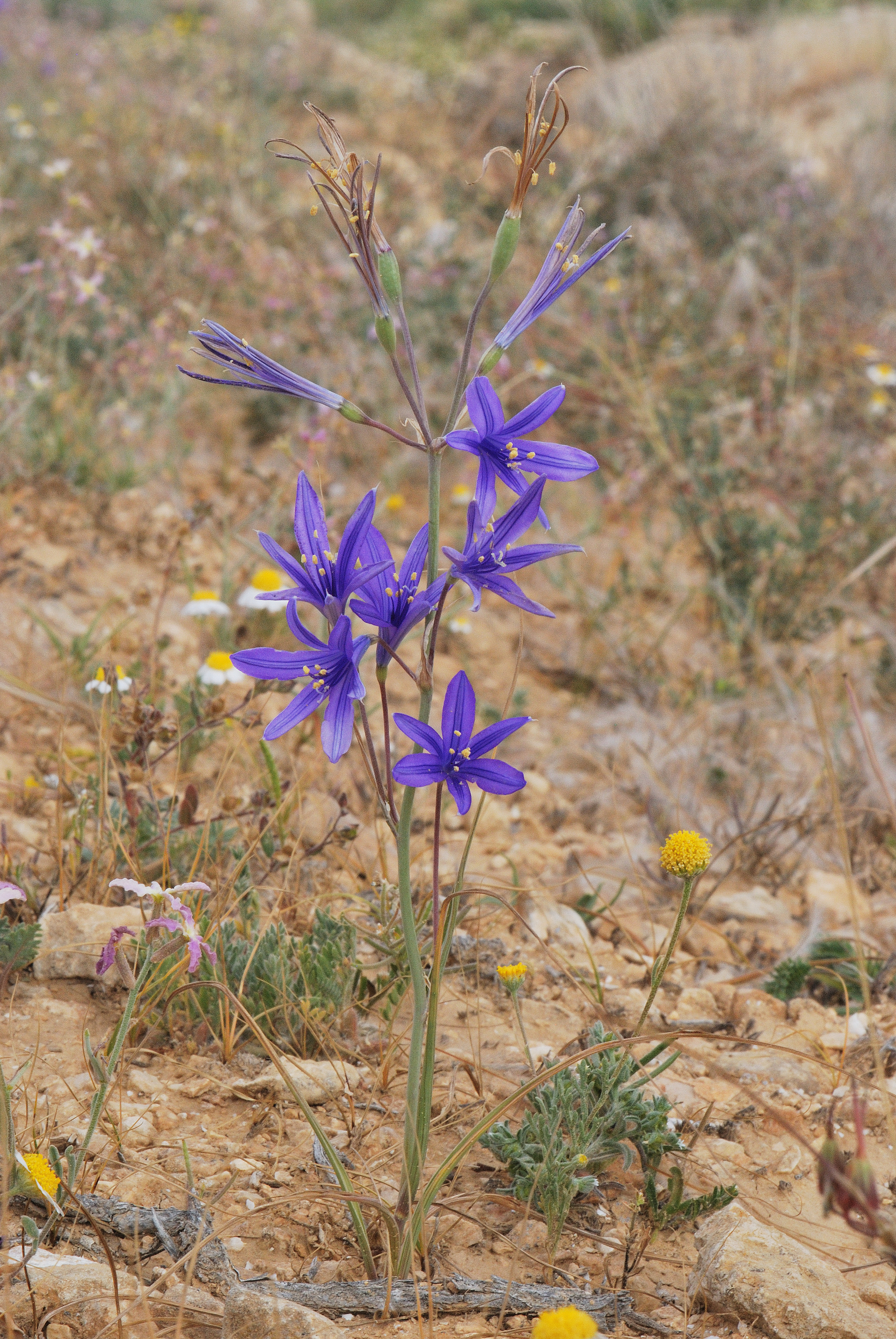
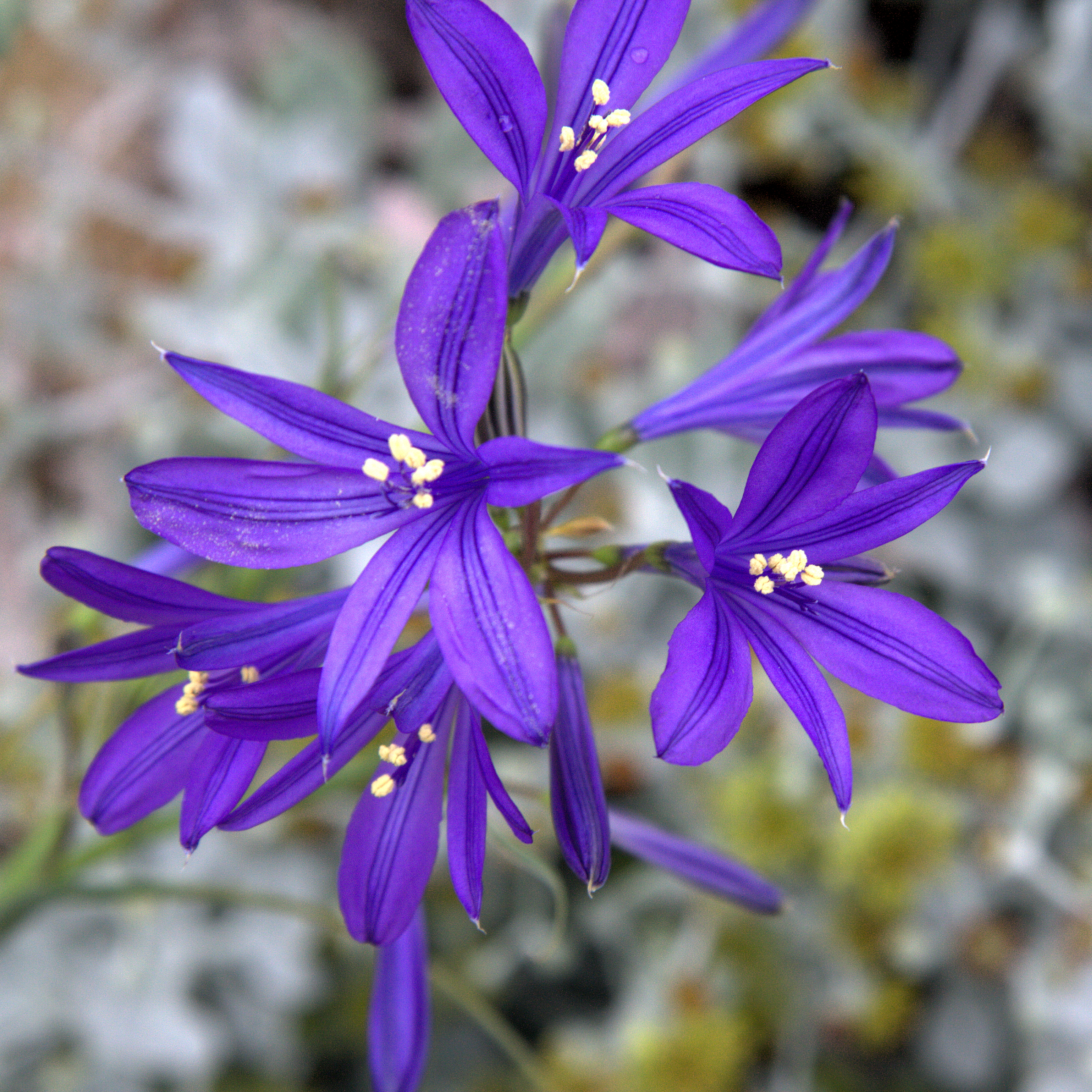
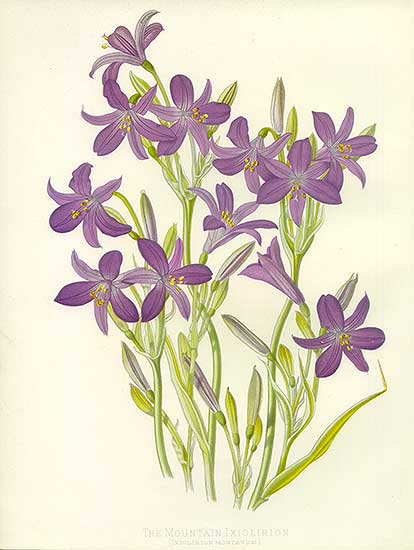
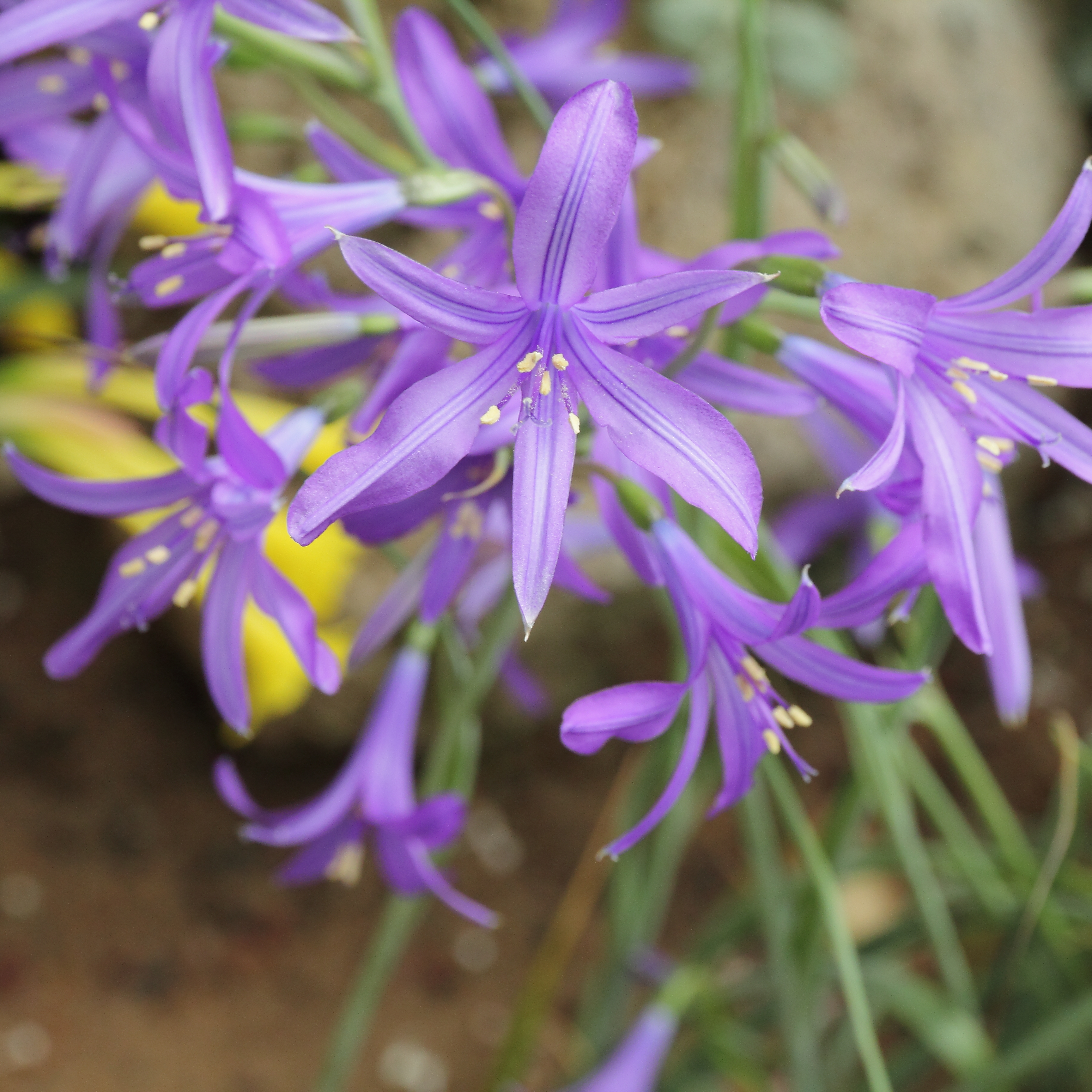